# Ярослав Качинський
Яро́слав Алекса́ндер Качи́нський (пол. Jarosław Aleksander Kaczyński; нар. 18 червня 1949, Варшава, ПНР) — польський політик та державний діяч, співзасновник та голова партії «Право і справедливість», з 14 липня 2006 по 16 листопада 2007 — прем'єр-міністр Польщі, з 21 червня 2023 по 27 листопада 2023 — віцепрем'єр-міністр Польщі. Брат-близнюк колишнього президента Польщі Леха Качинського.
Хоча він не є прем'єр-міністром чи президентом, і формально він є лише членом Сейму, його вважать найвпливовішим політиком Польщі. Парламентські вибори 2015 року були виграні партією «Право і справедливість», незмінним очільником якої він є. З цієї причини багато людей у Польщі називають Ярослава Качинського «Начальником» (за прикладом Юзефа Пілсудського).

## Біографія

### Дитинство
Ярослав Качинський народився у Варшаві в районі Жолібож. Батько, Раймунд Качинський, по професії був інженером, а під час Другої світової війни учасником Варшавського повстання 1944 року та вояком Армії Крайової. Мати Ядвіга (до шлюбу Ясевич, Jasiewicz), була польською мовознавицею. Колишній президент Польщі Лех Качинський був його братом-близнюком. У 1962 році вони зіграли роль Яцка (Лех) і Пляцка (Ярослав) в екранізації роману Корнеля Макушинського «Про двох таких, що вкрали місяць» (режисер Ян Баторій).

### Освіта та професійна діяльність
Середню освіту здобував у XLI ліцеї ім. Йоахима Лелевеля та XXXIII ліцеї ім. Миколая Коперника у Варшаві (1967). Вступив до Варшавського університету, у 1971 році отримав ступінь магістра на факультеті права і адміністрації, у 1976 році на цьому ж факультеті захистив докторську (Ph. D) роботу.
У 1971—1976 році був науковим співробітником в Інституті наукової політики та вищої школи. Згодом, до 1981 року, був викладачем Білостоцької філії Варшавського університету. У 1982—1983 роках працював на посаді старшого бібліотекаря Університетської бібліотеки Варшавського університету.
У 1990 році став співзасновником Фонду преси «Солідарність». Того ж року увійшов, поруч із Лехом Качинським, Мацеєм Залевським, Анджеєм Урбанським та Кшиштофом Чабанським до складу акціонерного товариства «Telegraf», а згодом у 1991 році продав акції цього товариства Мацею Залевському. У 1993 році йому було висунуто обвинувачення прокуратури у нібито нелегальному фінансуванні Порозуміння Центр з Фонду преси «Солідарність». Справу закрито лише у 2000 році. У 1994—1997 роках Ярослав Качинський керував видавничим відділом акціонерної спілки «Srebrna».

### Політична діяльність

#### Політична діяльність у ПНР
У 1976 році, після робітничих страйків у Радомі, почав діяльність у Комітеті оборони робітників (КОР), згодом в Інтервенційному бюро КОР, де досліджував випадки убивств з боку працівників польських спецслужб і міліції. З 1979 року належав до редакції незалежного щомісячника «Głos», очолюваного Антоні Мацеревичем. Того ж 1979 року включився у діяльність «Солідарності», керував юридичною секцією Осередку суспільних досліджень при регіоні Мазовше. У 1981 році підписав декларацію заснування Клубів служби незалежності.
Під час воєнного стану, запровадженого у 1981 році, займався розповсюдженням підпільних видань, брав участь у реанімації «Głos-у». У 1982 році був одним із співзасновників Гельсінського комітету у Польщі. Був одним із авторів рапорту про порушення прав людини у Польщі під час воєнного стану, за презентованого на конференції Комітету з безпеки та співробітництва у Європі, що відбувалася у Мадриді, а у 1989 році для засновників Гельсінського фонду прав людини. У 1983 році розпочав співпрацю із керівництвом незалежної профспілки «Солідарність», Тимчасовою координаційною комісією (ТКК), з 1986 року керував суспільно-політичним бюро ТКК, а з 1987 року — секретар Виконавчої комісії. Брав участь у праці легально діючого з серпня 1988 року Клубу політичної думки «Dziekania». Під час страйків у 1988 році був юридичним радником Гданської верфі ім. Леніна.
Під час Круглого столу брав участь у групі щодо політичних реформ. У липні і серпні 1989 року був у групі, що вела переговори з боку «Солідарності» з Демократичною партією та Народною партією з метою створення коаліційного уряду.

#### Політична діяльність у демократичній Польщі

##### 1989—2005 роки
У 1989—1990 роках був головним редактором тижневика «Tygodnik Solidarność». З 1990 по 1991 рік був державним міністром та головою Канцелярії президента Леха Валенси. Пішов з посади після конфлікту угрупування Порозуміння Центр із президентом. У 1990 році був співзасновником цієї партії та її очолив.
У 1989—1991 роках був членом Сенату І скликання, обраний сенатором по Ельблонґському воєводству, був членом Громадянської фракції у парламенті. Згодом, до 30 травня 1993 року був депутатом Сейму І скликання, зі списку Порозуміння Центр у Варшаві. 29 січня 1993 року був одним із організаторів так званого маршу на Бельведер, вимагаючи відставки Леха Валенси та декомунізації.
Знову став депутатом Сейму у 1997 році (III скликання) як кандидат Руху відбудови Польщі (РВП) з округу у Варшаві. Його угрупування належало на той час до Виборчої акції «Солідарність», одним із засновників якої був Качинський. Невдовзі після початку засідань покинув фракцію РВП та став позафракційним депутатом. 30 грудня 1997 року пішов з посади голови Порозуміння Центр, а у 1998 році вийшов з партії. Повернувся до неї у 1999 році і у жовтні був обраний її почесним головою. Спільно із Людвиком Дорном у січні 2000 року знов увійшов до фракції РВП, у якій перебував до липня 2001 року.
У 2001 році разом із Лехом Качинським був співзасновником партії Право і справедливість (ПіС), котра у парламентських виборах 2001 року здобула 9,5 % голосів та 44 депутатські мандати. Ярослав Качинський зберіг місце у Сеймі, перемігши у варшавському окрузі. У 2001—2003 роках був членом комісії з етики та головою парламентської фракції ПіС. У 2003 році очолив партію, заступивши на посаді голови свого брата Леха Качинського, обраного мером м. Варшава.

##### Сейм V скликання
У 2005 році Право і справедливість виграло парламентські вибори, а Ярослав Качинський отримав депутатський мандат із найкращим індивідуальним результатом в 171 129 голосів по окрузі у Варшаві. Не брав участі у формуванні нового уряду, пропонуючи на посаду прем'єра Казімєжа Марцинкевича. Це збіглося в часі з другим туром президентських виборів, у якому опинився його брат Лех Качинський. 28 грудня 2005 року отримав з його рук президента Польщі посаду члена Ради національної безпеки.
У середині 2006 року оприлюднив матеріали з власної папки комуністичних спецслужб. Зробив це на кілька місяців пізніше ніж оголосив про намір це зробити, оскільки нібито виявив у ній «сліди втручання полковника Яна Лесяка». Дві заяви про згоду співпрацювати, котрі у ній знаходилися, були підроблені не пізніше ніж у 1993 році. Справу закрито у 2008 році за застарілим терміном давності. Вперше про нібито згоду Качинського бути секретним співробітником СБ ПНР повідомив тижневик «NIE», але згодом редакція визнала, що опублікувала фальшивий документ.

##### Голова Ради Міністрів
Після відставки Казімєжа Марцинкевича, 7 липня 2006 року Ярослав Качинський отримав формальну рекомендацію від очолюваної партії балотуватися на посаду прем'єр-міністра.
10 липня Лех Качинський призначив Ярослава Качинського очолити уряд. Цей кабінет виник в рамках коаліції ПіС — Самооборона — Ліга польських родин у складі, тотожному із дотогочасним урядом (за винятком міністра фінансів). 14 липня новий уряд склав присягу перед президентом, а 19 липня Сейм надав новому уряду вотум довіри.
22 вересня 2006 року вперше послав у відставку віце-прем'єра та міністра сільського господарства і розвитку села Анджея Леппера, виконуючи обов'язки глави цього відомства до 16 жовтня, коли Анджей Леппер повернувся в уряд.
1 жовтня 2006 року внаслідок описаної вище урядової кризи, на віче підтримки ПіС у Гданській верфі порівняв противників уряду до комуністичних омоновців, які у часи ПНР придушували протести робітників. Підписанти серпневих порозумінь 1981 року (між страйкуючими працівниками верфі і комуністичною владою), у тому числі Лех Валенса, написали до Качинського листа, у якому вимагали: «Просимо відмовитися від такого порівняння, бо вони ранять багатьох поляків».
26 квітня 2007 року очолив оргкомітет з боку Польщі чемпіонату Європи з футболу, що відбувся в Польщі та Україні 2012 року («Євро 2012»). На початку липня того ж року вивів зі складу уряду Анджея Леппера і Томаша Ліпца, а 8 серпня — міністра внутрішніх справ Януша Качмарка.
Будучи прем'єром, відбув кільканадцять закордонних візитів. Спільно з Лехом Качинським вів переговори з європейськими лідерами щодо Лісабонської угоди, підтримуючи систему представленості у Європарламенті за принципом первісної, а не пропорційної системи, що підняло би значення менших держав у спільноті.

##### Сейм VI скликання
Очолив список Права і справедливості на виборах до Сейму VI скликання у варшавському окрузі. Під час кампанії відбувся скандал: Юлія Пітера звинуватила Качинського, що два роки перед тим намагався за допомогою шантажу схилити її до голосування щодо підтвердження фінансового звіту Леха Качинського, на той час мера Варшави.
У голосуванні 21 жовтня 2007 року отримав 273 684 голоси і став депутатом Сейму. 5 листопада того ж року подав у відставку з посади прем'єр-міністра, що було того ж дня прийнято президентом Польщі. Рада Міністрів під його формальним керівництвом виконувала обов'язки до 16 листопада 2007 року, себто до дня присяги уряду Дональда Туска.
Залишився головою ПіС на конгресі партії на початку 2008 року. У Сеймі VI скликання був у Комісії конституційної відповідальності, Комісії державного контролю та Комісії зв'язків із поляками за кордоном. У березні 2010 року абсолютною більшістю голосів конгресу ПіС вчергове обраний головою партії.

##### Президентські вибори 2010 року
26 квітня 2010 року проголосив, що балотуватиметься з подачі Права і справедливості у передчасних президентських виборах, призначених після загибелі його брата Леха Качинського в авіакатастрофі у Смоленську. Шефом його виборчого штабу стала Йоанна Клузік-Ростовська, речником штабу Павел Понциліуш. Для подання документів на реєстрацію було зібрано 1,5 млн підписів підтримки. Офіційним гаслом кампанії кандидата було: «Польща є найважливішою».
У першому турі президентських виборів, що відбувся 20 червня 2010 року отримав 36,46 % голосів виборців (перше місце — Броніслав Коморовський із результатом 41,54 %). У другому турі 4 липня 2010 року Ярослав Качинський отримав 46,99 % голосів, програвши Броніславу Коморовському (53,01 %).

##### Сейм VII скликання
У парламентських виборах 2011 року Качинський знову балотувався до парламенту як лідер списку ПіС у столичному окрузі, виграючи вибори. Під час кампанії було видано його книгу «Польща наших мрій», у ній містилася зокрема його виборча програма. 29 червня 2013 року вчергове був обраний головою партії ПіС.

#### Як віце-прем'єр-міністр
6 жовтня 2020 року він зайняв посаду віце-президента Ради міністрів у реконструйованому другому уряді Матеуша Моравецького.
Будучи віцепрем'єр-міністром ради міністрів та главою правлячої коаліції, він реалізував політику, в результаті якої було винесено рішення Конституційного трибуналу від 22 жовтня 2020 року, яке посилило положення про аборти та заборонило його виконання навіть у разі важких та незворотних порушень плода або невиліковних захворювань, що загрожували його життю. Рішення спричинило масові акції протесту загальнодержавного масштабу.
У червні 2022 року — склав свої повноваження віцепрем'єр-міністра в уряді Польщі.
21 червня 2023 року, Президент Польщі Анджей Дуда офіційно призначив Ярослава Качинського, вдруге, віцепрем’єром в уряді Матеуша Моравецького.

## Політика стосовно України
Ярослав Качинський противник українського націоналізму 1930-х, 1940-х років ХХ-го століття. Вважає, що з персоною Степана Бандери Україні не місце в Європейському союзі.
Цитата: "Ми не можемо впродовж років погоджуватися, щоб в Україні був культ людей, які вчинили геноцид щодо поляків" "Коротше кажучи, це справа певного вибору України. Я чітко сказав пану президенту Порошенку, що з Бандерою вони (Україна. – Ред.) в Європу не увійдуть. Це справа для мене ясна, ми і так виказали величезне терпіння, але всьому є межі".

## Приватне життя та родина
Ярослав Качинський неодружений. Проживає у варшавському районі Жолібож. Його брат-близнюк Лех Качинський, президент Польщі у 2005—2010 роках, загинув в авіакатастрофі в Смоленську (Росія). Ярослав опікувався своєю матір'ю Ядвігою Качинською до її смерті 17 січня 2013 року.

## Нагороди та відзнаки
- 2004: Людина року видання «Gazeta Polska»
- 2005: Людина року журналу «Wprost»
- 2005: Людина року Федерації регіональних зв'язків ґмін і повітів Польщі (спільно з Дональдом Туском)
- 2006: II місце у референдумі Срібні уста III програми Польського радіо
- 2007: Медаль ім. Самуїла Боґуміла Лінде від мерії м. Торунь
- 2008: Медаль 660-ліття м. Новий Торг
- 2013: Орден Перемоги імені Святого Георгія (Грузія)
- Орден князя Ярослава Мудрого II ст. (Україна, 1 червня 2022) — за вагомий особистий внесок у зміцнення українсько-польського міждержавного співробітництва, підтримку незалежності та територіальної цілісності України[12][13]

## Критика
Польський гурт «Poparzeni Kawą Trzy» присвятив йому свій кліп «Jarosław Ka».